# Poecilohetaerus xanthopus
Poecilohetaerus xanthopus är en tvåvingeart som beskrevs av Schneider 1991. Poecilohetaerus xanthopus ingår i släktet Poecilohetaerus och familjen lövflugor. Inga underarter finns listade i Catalogue of Life.